# Päivi Meriluotová
Päivi Aulikki Meriluotová, nepřechýleně Meriluoto,  (* 12. prosince 1952 Tampere) je bývalá finská lukostřelkyně.  Byla členkou klubu Arcus v Turku, pracovala jako učitelka tělocviku a bankovní úřednice. Po sňatku s trenérem Erkkim Aaltonenem začala vystupovat pod jménem Aaltonenová.
Zúčastnila se tří olympijských her. Na moskevské olympiádě v roce 1980 získala ve dvoukolové sestavě FITA bronzovou medaili výkonem 2449 bodů. Na LOH 1984 v Los Angeles obsadila páté místo. V roce 1988 byla na olympiádě v Soulu dvacátá v individuální soutěži a třináctá jako členka finského družstva.
Na mistrovství světa v lukostřelbě byla mezi jednotlivkyněmi devátá v roce 1981 a desátá v roce 1983, kdy také obsadila sedmé místo s družstvem. Na mistrovství Evropy v lukostřelbě v roce 1982 získala stříbrnou medaili v individuální i týmové soutěži. S finským ženským týmem byla také druhá na ME 1980 a třetí na ME 1978. Na mistrovství Evropy v halové lukostřelbě byla v soutěži družstev druhá v roce 1983 a třetí v roce 1985. Třikrát vyhrála šampionát severských zemí a osmkrát se stala mistryní Finska v lukostřelbě. Vytvořila světový rekord 331 bodů ve střelbě ze vzdálenosti 50 metrů.
V roce 2008 jí byla udělena cena Pro Urheilu. Její jméno nese pohár pro juniorskou mistryni Finska v lukostřelbě.